# بوستان كوتشك (بابويي)
بوستان کوتشك (بالفارسية: بوستان کوچک) هي قرية تقع في إيران في قسم بابويي الريفي. يقدر عدد سكانها بـ 73 نسمة بحسب إحصاء 2016.